# 地域ブロック
地域ブロック（ちいきブロック）は、国土や地域をいくつかに区分した場合の、それぞれのまとまりを指す。